# Protapanteles armeniacus
Protapanteles armeniacus är en stekelart som först beskrevs av Vladimir Ivanovich Tobias 1976.  Protapanteles armeniacus ingår i släktet Protapanteles och familjen bracksteklar. Inga underarter finns listade i Catalogue of Life.